# Duko Bos
Duko Bos (Róterdam, 22 de abril de 1995) es un deportista neerlandés que compite en vela en la clase Laser. Ganó una medalla de plata en el Campeonato Europeo de Laser de 2025.

## Palmarés internacional
| \| Campeonato Europeo \| Campeonato Europeo \| Campeonato Europeo \| Campeonato Europeo \| \| Año \| Lugar \| Medalla \| Clase \| \| ------------------ \| ------------------ \| ------------------ \| ------------------ \| \| 2025 \| Marstrand (Suecia) \| Medalla de plata \| Laser \| |                    |                  |       |
| Campeonato Europeo |                    |                  |       |
| Año | Lugar              | Medalla          | Clase |
| 2025 | Marstrand (Suecia) | Medalla de plata | Laser |